# القمعة (طور الباحة)

تعديل مصدري - تعديل

القمعة هي إحدى قرى عزلة طور الباحة بمديرية طور الباحة التابعة لمحافظة لحج، بلغ تعداد سكانها 153 نسمة حسب تعداد اليمن لعام 2004.